# Lijst van bouwwerken van Chris Dessing

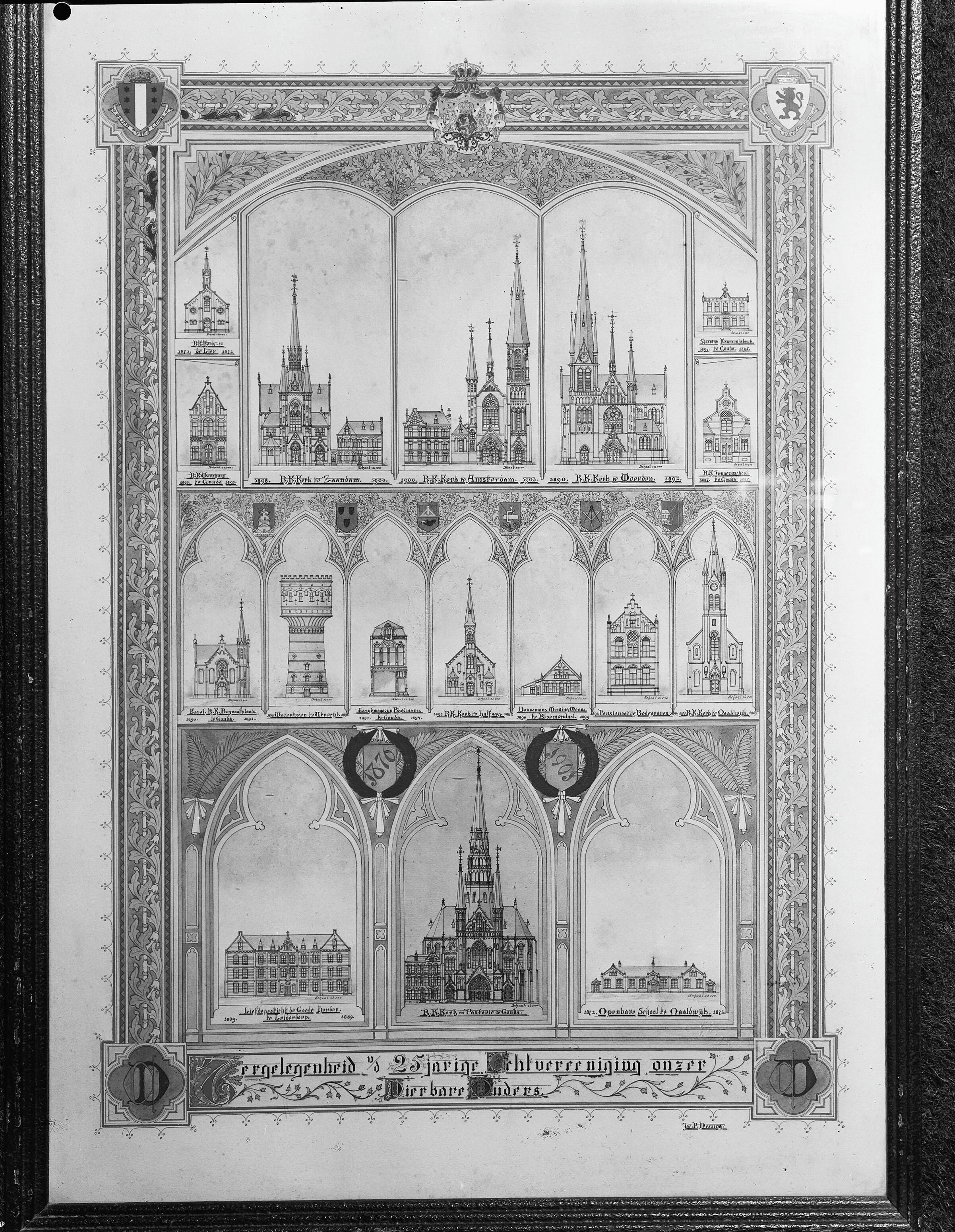
Tekening van de diverse door C.P.W. Dessing ontworpen en/of gebouwde bouwwerken. De tekening werd gemaakt door zijn zoon Jacobus Petrus in 1901 ter gelegenheid van het 25-jarig huwelijksfeest van zijn ouders

Dit is een lijst van bouwwerken van architect en aannemer C.P.W. Dessing (1844-1913). 
Dessing was een leerling van Pierre Cuypers. Hij was gevestigd in Gouda en bouwde kerken, pastorieën en scholen in het toenmalige Bisdom Haarlem. Dessing bouwde volgens eigen ontwerp, maar was ook uitvoerder voor ontwerpen van andere architecten.

## Bouwwerken
De lijst is nog onvolledig
| Bouw      | Naam                                                        | Plaats                        | Bijzonderheden | Afbeelding |
| --------- | ----------------------------------------------------------- | ----------------------------- | --- | ---------- |
| 1868-1869 | Sint Adrianuskerk                                           | Naaldwijk - Dijkweg           | Ontwerp door H.J. van den Brink, uitvoering door Dessing. Afgebroken                                                     |            |
| 1872      | Leonardustempel                                             | De Lier - Kerklaan            | Ontwerp door Th. Asseler, uitvoering door Dessing. Afgebroken in 1929 en plaats gemaakt voor H.H. Martelaren van Gorkum. |            |
| 1876      | Woonhuis                                                    | Gouda - Karnemelksloot        | Woonhuis van C.P.W. Dessing                                                                                              |            |
| 1884      | R.K. Jongens- en Armenschool                                | Gouda - Lage Gouwe            | In 1936 verbouwd tot garage                                                                                              |            |
| 1888      | Grafkapel op Rooms-Katholieke begraafplaats en dienstwoning | Gouda - Graaf Florisweg       | |            |
| 1890      | Pastorie Gouwekerk                                          | Gouda - Hoge Gouwe            | |            |
| 1892      | Sint-Bonaventurakerk                                        | Woerden                       | Ontwerp door Nicolaas Molenaar sr., uitvoering door Dessing                                                              |            |
| 1894      | Weeshuis                                                    | Gouda - Hoge Gouwe            | |            |
| 1894      | Gertrudiskerk                                               | Amsterdam-Ruigoord - Ruigoord | |            |
| 1894      | Onze-Lieve-Vrouw-Geboortekerk                               | Halfweg - Dr. Schaepmanstraat | Ontwerp Wzn. J. Kuyt, uitvoering door Dessing. Afgebroken in 1925                                                        |            |
| 1895-1896 | Goede Herder- of Meerburgkerk                               | Zoeterwoude                   | Ontwerp door J.H. Tonnaer, uitvoering door Dessing                                                                       |            |
| 1895-1896 | Watertoren Utrecht (Lauwerhof)                              | Utrecht                       | Ontwerp door L.C. Dumont, uitvoering door Dessing                                                                        |            |
| 1897      | Watertoren Utrecht (Riouwstraat)                            | Utrecht                       | Ontwerp door L.C. Dumont, uitvoering door Dessing                                                                        |            |
| 1898      | Sint Petrus Bandenkerk (1854)                               | Krommenie - Zuiderhoofdstraat | Ontwerp door Th. Molkenboer, uitbreiding door Dessing in 1898. Afgebroken in 1955                                        |            |
| 1898      | Provenierskerk of Rozenkranskerk                            | Rotterdam - Provenierssingel  | Ontwerp door A.A.J. Margry en J.M. Snickers, uitvoering door Dessing. Afgebroken in 1975                                 |            |
| 1898-1900 | Sint-Bonifatiuskerk                                         | Zaandam                       | Ontwerp door A.A.J. Margry en J.M. Snickers, uitvoering door Dessing                                                     |            |
| 1899-1901 | Vincentiuskerk                                              | Amsterdam                     | Afgebroken 1989 |            |
| 1901      | R.K. Jongensschool en bewaarschool                          | Gouda - Lethmaetstraat        | |            |
| 1901      | Watertoren Schoonhoven                                      | Schoonhoven                   | Ontwerp door F.A. de Jongh, uitvoering door Dessing                                                                      |            |
| 1901      | St.-Christinaschool                                         | Amsterdam - Kanaalstraat      | R.K. Meisjesschool |            |
| 1902-1904 | Gouwekerk                                                   | Gouda - Hoge Gouwe            | |            |
| 1905      | Pastorie Blasiuskerk                                        | Heinkenszand                  | Pastorie bij bestaande kerk                                                                                              |            |
| 1906      | Aloysiusschool                                              | Gouda - Spieringstraat        | R.K. Jongensschool |            |
| 1906-1907 | St.-Corneliusschool met dienstwoning                        | Amsterdam - Kanaalstraat      | R.K. Jongensschool |            |
| 1906-1907 | Theodorusstichting                                          | Gouda - Westhaven             | Parochiegebouw |            |
| 1910      | Twee woonhuizen                                             | Gouda - Karnemelksloot        | Twee Jugendstil woonhuizen                                                                                               |            |
| 1911      | Allerheiligst Hart van Jezuskerk                            | De Noord (Heerhugowaard)      | |            |
| 1912      | Woonhuis                                                    | Gouda - Graaf Florisweg       | Woonhuis van sigarenfabrikant J.A. Donkers                                                                               |            |
| 1913      | Uitbreiding sigarenfabriek                                  | Gouda - Vossenburchkade       | Sigarenfabriek Firma J. A. Donker. Afgebroken in 1996                                                                    |            |